# Баляга-Катангар
Баля́га-Катанга́р (рос. Баляга-Катангар) — село у складі Петровськ-Забайкальського району Забайкальського краю, Росія. Адміністративний центр та єдиний населений пункт Баляга-Катангарського сільського поселення.

## Населення
Населення — 97 осіб (2010; 95 у 2002).
Національний склад (станом на 2002 рік):
- буряти — 96 %